# Методий Кьосев
Методий (Методи) Ангелов Кьосев е български учител и революционер, деец на Вътрешната македоно-одринска революционна организация.

## Биография
Роден е в 1876 година в град Охрид, тогава в Османската империя, в семейството на Ангел Кьосев и Благуна Тимчева. Завършва четвърти гимназиален клас в българското училище в Охрид и става учител. Същевременно се включва в дейността на ВМОРО.
По-късно емигрира в Америка. При избухването на Балканската война в 1912 година се връща и се записва доброволец в Македоно-одринското опълчение. Служи в Нестроевата рота на 6-а охридска дружина. Взима участие като доброволец и в Първата световна война, като служи като писар в щаба на 11-а пехотна македонска дивизия под командването на генерал Кръстю Златарев.
След войната се връща в останалия в новосъздаденото Кралство на сърби, хървати и словенци Охрид.
На 23 февруари 1943 година, като жител на Охрид, подава молба за народна пенсия, в която пише: „през сръбския режим в нито един момент не изгубих надеждата, че Македония [ще] бъде освободена... поддържахме българския дух сред подрастващото поколение, ободрявайки ги, че ще дойде ден за срушаването на Сърбия“. Молбата е одобрена и пенсията е отпусната от Министерския съвет на Царство България.